# Škrat Škrip Škrap
Škrat Škrip Škrap je glavni literarni lik v pravljičnih zgodbah za otroke Škrat Škrip Škrap nagaja rad, ki jih ne napisal Marko Kravos in ilustrirala Alenka Sottler.

## VSEBINA ZGODB
Niz devetih izvirnih pravljic o škratu Škrip Škrapu je očarljivo domiseln. Usmerjen je k problematiki sodobnega sveta, seveda v skladu z otroško dojemljivostjo. Škrat se v zgodbah spopada s šolskimi napori, z opravljivkami, z zadrtimi generali, z lahkomiselnimi in razvajenimi otroci, z zadušljivim mestnim okoljem, z obsedenostjo znanstvenikov, človeško zlobo. Poleg problematičnih tem bralec zve tudi škratovo mitično usodo in podobo: kaj vse počne s svojo čarodejno močjo, kako se kratkočasi, zakaj je majhen, zakaj nosi troje hlač, česa ne more ali noče narediti…

### Škip Škrap in strašni čaj
Zgodba govori o čudnem možicu z dolgo brado, ki mu je ime Škrip Škrap. Ta škrat lahko počne mnogo nenavadnih reči; vidi stvari od znotraj in skozi zid, ve stvari, ki se drugim še sanjajo ne, iz časopisa napravi marmelado in še mnogo drugih nenavadni stvari.
Neka deklica Tilka je nekoč hudo zbolela. Starši so poklicali zdravnika, ki je po natančnem pregledu ugotovil, da deklici ne more pomagati ter da mora v bolnico. Deklica pa na noben način ni želela v bolnico in je začela jokati.
Ravno takrat pa je mimo prišel škrat Škrip Škrap, ki je videl, da Tilka potrebuje pomoč. Po natančnem pregledu je ugotovil, da so nanjo spravile tri čarovnice: botra Bolečina, strina Vročina in sveta Neumnost. Tilki je razložil, da ja za bolezen kriva sama, ker je sredi decembra odšla v morje po polže. Deklica je spoznala neumnost, ki jo je naredila, škrat pa je skuhal čudežni napoj, ki jo je pozdravil.

### Ostroviden in neviden
Škrat Škrip Škrat se nekega dne nadene steklenosivo kapo, ki ga dela nevidnega, in se opravi v veleblagovnico. Tu se skrije v nakupovalni voziček stari gospe, ki se mu zdi tako imenitna, da z njo odide na obisk k teti Urši in botri Žuži. Vse tri se vsak ponedeljek dobijo, opravljajo in se sladkajo. Škrip Škrap pa ve, da opravljanje ni lepo, zato se odloči, da bo opravljivkam nastavil past. V sladkornico nasuje sol in ko posluša botra žužka popiti sladko kavo, se ji zatakne in jo pljune po prijateljicama. Tako je škrat pregnal opravljivke.

### Zakaj so škrati majhni
Nekega deževnega dne so se otroci, na poti v šolo, ustavili pred škratovo votlino in želeli slišati zgodbo. Škrip Škrap jim poskuša povedati zgodbo, vendar ga otroci ves čas zbadajo s tem, da je premajhen. Pa vendar se škrat domisli ideje in otroke zbada nazaj. Ko si otroci zaželijo konec zgodbe, ugotovijo, da morajo v šolo. Škrat jim obljubi, da jim bo zgodbo povedal, ampak samo v primeru, da nikoli več ne bojo nikogar več žalili ali zbadali.

### Škrip Škrap v šoli
Pred tisoči leti je tudi Škrip Škrap hodil v šolo. Učili so se popolnoma drugače kot mi. Ustvaril je bolj praktičen sladoled, štirim kolesom dodal volan in dobil avto, kravi nataknil smrdeče nogavice in dobil gorgonzolo, Luku je naredil spodnje hlače iz brona, Marjanci, ki je hotela biti v središču pozornosti je napravil obleko iz pajkove mreže in jo namazal z medom in smetano, vsi so ji govorili, da je najslajša punca…  Nanj je bila ponosna tudi učiteljica Genovefa, še bolj bo, ko bo izvedela za ostale njegove podvige in dogodivščine.

### Svet na kvadrat
Nekega dne se je Škrip Škrap odločil, da bo popravil svet. Ugotovil je, da je Zemlja okrogla in se vrti po svoje. Zato se ljudem vrti v glavi in so malo zmešani. Odločil se je, da bo Zemljo naredil oglato in gladko, ogromno kocko iz srebra in stekla. Kako naj bi kocka zgledala je natančno opisal deklici Nini, ki je ravnokar prišla mimo. Razložil ji je, da bo vse  v obliki kvadrata. Nina mu je pojasnila, da bo v kvadratnem svetu tudi on postal Krip Krap, ker ne bo več kljukic na š-jih. Škrat je opazil spoznal svojo zmoto in se od sramu skril v votlino.

### Škrip Škrap gre na vojsko
Škrip Škarp je nekega dne šel mimo vojašnice in podražil njihovo poglavarko, da bi bilo bolj zanimivo, če se vojaki ne bi bojevali na bojnem polju ampak na travnikih, bazenih in igriščih. Poglavarka se je razjezila in ukazala usmrtiti škrata. Ker pa je Škrip Škrap pretentan, jo je hitro zamotil z vprašanji o sovražniku. Predlagal ji je koga naj napade, ker je bila tako navdušena nad idejo, ga je oprostila smrtne kazni. Prebrisan škrat pa je vojski namesto streliva podtaknil sladkarije. Vojaki na obeh straneh so se veselo sladkali. Poglavarka pa je iz maščevanja poklicala zobozdravnike. Tako je Škrip Škrap s svojo prebrisanostjo spet naredil nekaj dobrega.

### Hiša selivka
Živela sta skromna dedek in babica, ki sta imela zelo rada svojega vnuka Luka. Ker je bil Luka domiseln fant, se je spomnil kako bi jim lahko šlo bolje. Na okenske police in balkon je posadil zelenjavo in sadje. Vendar pa so se pojavile tatinske srake in začele jesti pridelek. Luka je na pomoč poklical Škripa Škrapa. Škrat je srake začaral v galebe, ki so hišo odnesli na morje. Vsi so bili srečni, škrat pa je odšel še drugam po svetu.

### O steklem in kamnitem gradu
Nekoč so v svetu rasli kamniti  in stekleni gradovi. V steklenem gradu je živela kraljična, vila Modrina in radoveden škrat Škrip Škrap. Na podstrešju je našel zeleno zrno in ga posadil. Iz njega je zrasel zeleni Hudik-zelena mrcina, z rokami do tal in kremplji namesto prstov. Vila je škratu pojasnila, da je zapisano, da se mora čez 7 let poročiti s Hudikom. Odpeljal jo je na svoj temni in mrzli grad. Škrat poskuša dobit kraljično nazaj. Končno mu uspe, saj Hudika  začara nazaj v seme. Še enkrat posadi seme in iz njega zraste isti, vendar bolj prijazen Hudik. Ker je prijazen, postane tudi lepši in s kraljično se poročita na steklenem gradu. Kamniti grad pa postane ruševina, kjer Škrip Škrap obuja spomine na svoja slavna dela.

### Škratje in babje zgodbe
Škripu Škrapu nekega dne postane dolgčas, ker nima nikogar svojega rodu. V iskanju na sorodnika ga sliši Jaga Baba, ga ujame in želi skuhati za svoje mazilo. Škrat poskusi vse svoje čarovnije vendar ne ukane Jage Babe. Pomaga mu mravljinec in škrat uide. Na poti najde jajce iz katerega se zvali škrat Čičibum, ki Škripu Škrapu pripoveduje kaj vse je doživel v jajcu. Škripa Škrapa pa ima pri tem za norca, zato si ta vtakne zamaške v ušesa in odide svojo pot.

## ŠKRAT ŠKRIP ŠKRAP
Po telesni in duhovni postavi in po svojem početju je škrat blizu današnjemu »malemu človeku« v osnovnošolskem razdobju. Rad pomaga in je plemenit saj na klic na pomoč vedno odgovori: »Škrip Škrap pomaga rad!« Opazna je škratova občutljivost do usode sveta, rad bi ga spremenil in naredil lepšega in boljšega. Noče, da si svet uničevali z vojnami, zato tudi vojakom podtakne, da namesto streliva streljajo sladkarije. S svojimi nagajivimi idejami dostikrat prežene človeške napake kot so opravljivost, nesramnost, pretirana radovednost…
Kdaj pa kdaj naredi tudi kakšno nepremišljeno dejanje, napako-vendar to prizna in poskuša popraviti, največkrat s kakšnimi prebrisanimi idejami. Ima veliko človeških in nadnaravnih lastnosti. Pomembne njegove nečloveške lastnosti so, da zna čarati, lahko postane  neviden, razume in se pogovarja z živalmi, živi več tisoč let, vidi stvari odznotraj in skozi zid, iz nekega predmeta lahko napravi drugega (iz starih časopisov marmelado)…

## O ŠKRATIH
V slovenskem izročilu se je ohranilo veliko bajnih bitij in mitoloških likov. Imamo veliko število različnih vrst vil, velikanov, divjih mož, pa tudi škratov. Škrate uvrščamo med bajna bitja zemeljskih zakladov. Ljudje so verjeli, da škratje živijo in se prikazujejo povsod – v gozdovih, gorah, rudnikih, močvirjih, ob domačem ognjišču, letali naj bi celo po zraku in prinašali denar skozi dimnik. So majhne postave, s starikavim obrazom, dolgo belo brado in rdečo koničasto kapico. Oblečeni so v višnjevo jopico in rdeče ali zelene hlače in tako že s svojo barvo oblačil poudarjajo svojo življenjsko energijo.
Slovensko izročilo škrate najpogosteje prikazuje kot gospodarje zemeljskega bogastva, predvsem rud, dragih kamnov in zlata v rekah. Razširjena so tudi izročila o škratih domačega ognjišča-hišnih duhovih imenovanih tudi gospodarčki (npr. svetli škrat Laber), o kanihu-močan škrat, ki si ponoči pri človeškem ognjišču kuha različne zvarke, ter o lesniku (gozdni ali drevesni škrat).
Palčkov, ali po germanskem izročilu škratov ženskega spola ni. Obstajajo le moški škratje, ki so zakrneli v razvoju. Ti »možički« s svojimi zakrnelimi telesi vsekakor niso moški v seksualnem smislu besede. Ne poznajo notranjih konfliktov in se ne želijo premakniti k intimnim odnosom. Ker ne poznajo sprememb in si jih ne želijo, je njihovo življenje podobno življenju otroka pred puberteto. Zato škratje ne razumejo notranjih pritiskov, niti ne čutijo sočutja, nikoli niso in ne bodo okusili ljubezenske in zakonske sreče, ne bodo imeli otrok in nimajo staršev. Znajo le svetovati in pomagati ljudem.

## PRAVLJICE, KJER SE POJAVI LIK ŠKRATA
- Josip Ribičič; Škrat z močvirja
- Irena Androjna; Škrat Kihec
- Melita Osojnik; Zeleni škrat Ariel
- Sevljak Jože; Kamnov škrat
- Igor Miselj; Gorjanski škrat
- Janez Menart; Zlati vitez in črki škrat
- Rawson, Christopher; Škratje, palčki in vilinčki
- Svetlana Makarovič; Škrat Kuzma dobi nagrado
- Jana Stržinar; Povodnjak in makov škrat
- Marija Turkalj; Škrat Bruno s prijatelji
- Mivivoj Roš; Škrat Babilon
- Mrvar Nataša; Škrat Spančkolin
- Darinka Kobal; Palčica in škrat Brkec
- Elvira Brumat-Medvešček; Mačji škrat
- Vladimir Verdnik; Poslednji škrat
- Ambrož Bogataj; Podposteljni škrat
- Spathelf, Bärbel; Mali škrat Plenicetat
- Bina Štampe Žmavc; Škrat s prevelikimi ušesi
- Julia Volmer; Škrat Brokolino ali Pametne glave so zdrave
- Natalia Brumen; Škat Šal-Amar
- Luka Križanič; Škrat Francelj in tri naloge
- Anderja Novšak; Proteusko – jamski škrat
- Simone Lindner; Zemeljski škrat Amar

## VIRI
- Kravos, Marko. Škrat Škrip Škrap nagaja rad. Revija Galeb, Čedad 2004

## LITERATURA
- Bettelheim, B. (1999). Rabe čudežnega - o pomenu pravljic. Ljubljana: Studia humanitatis.
- Jenče, L. (2006). Sedi k meni, povem ti eno pravljico. Maribor: Mariborska knjižnica.